# Autoritratto (Holbein il Giovane)
L'Autoritratto  di Hans Holbein il Giovane è un dipinto a pastello su carta (32x26 cm) di Hans Holbein il Giovane, databile al 1542 circa e conservato nella Galleria degli Uffizi a Firenze. È firmato IOHANNES HOLPENIVS BASILEENSIS SVI IPSIVS EFFIGIATOR AE[TATIS] XLV.

## Storia
L'opera venne acquistata sulla piazza londinese nel 1681 per conto di Cosimo III de' Medici, appassionato collezionista d'arte. Esiste uno scambio epistolare tra il granduca e l'agente Terriesi in cui l'acquirente mostra qualche perplessità poiché le dimensioni dell'opera non erano congrue alla serie che stava mettendo a punto, fatta di ritratti dimensionati al naturale; inoltre Cosimo non gradiva che l'opera non fosse "colorito dal pennello", ma realizzata a matita.
L'opera pervenne comunque a Firenze, trasportata da sir Dereham, un nobile inglese che viveva in Toscana.
Gonz pensò che l'opera fosse un disegno preparatorio poi colorito in seguito, nel XVII secolo, a fronte dell'autoritratto pienamente autografo nella Clowes Foundation di Indianapolis. Anche l'iscrizione venne probabilmente ripassata in quel periodo.
Dell'opera esiste una miniatura di Joseph MacPherson nelle collezioni reali inglesi.

## Descrizione e stile
L'artista è effigiato con la testa e le spalle, voltato di tre quarti verso sinistra. Indossa una giubba azzurrina sopra una camicia bianca e una cuffia in velluto scuro. I dettagli, come in altre opere dell'artista, sono trattati con grande realismo, come i capelli o il peli della barba tracciati uno per uno. Lo sguardo è particolarmente intenso, fisso da qualche parte senza incrociare quello dello spettatore.